# Efrem (Jarinko)
Efrem, imię świeckie Walentin Aleksandrowicz Jarinko (ur. 1978 na Zakarpaciu) – biskup Ukraińskiego Kościoła Prawosławnego Patriarchatu Moskiewskiego.

## Życiorys
Absolwent seminarium duchownego w Kijowie. Od 2002 do 2012 był przełożonym monasteru Przemienienia Pańskiego w Terebli, zaś w latach 2011–2012 także sekretarzem eparchii chustskiej. 20 lipca 2012 Święty Synod Ukraińskiego Kościoła Prawosławnego nominował go na biskupa berdiańskiego i nadmorskiego.
Chirotonia archimandryty Efrema odbyła się 5 sierpnia 2012 w cerkwi św. Mikołaja w kompleksie monasteru Opieki Matki Bożej w Kijowie z udziałem konsekratorów: metropolity kijowskiego i całej Ukrainy Włodzimierza, arcybiskupów chustskiego i wynohradowskiego Marka, zaporoskiego i melitopolskiego Łukasza, perejasławsko-chmielnickiego i wiszniewskiego Aleksandra, biskupów makarowskiego Hilarego, wasylkowskiego Pantelejmona, browarskiego Teodozjusza i irpińskiego Klemensa.
17 sierpnia 2018 r. otrzymał godność arcybiskupa.
W czasie inwazji Rosji na Ukrainę terytorium kierowanej przez niego eparchii znalazło się pod rosyjską okupacją. Arcybiskup opuścił Berdiańsk, oficjalnie ze względów zdrowotnych, jednak Ukraiński Kościół Prawosławny stoi na stanowisku, że nadal pozostaje on ordynariuszem eparchii i zarządza nią z emigracji. Tymczasem Święty Synod Rosyjskiego Kościoła Prawosławnego uznał, iż Efrem porzucił urząd i nakazał kierowanie zarządzanie eparchią biskupowi Łukaszowi, dotąd wikariuszowi eparchii moskiewskiej. W warunkach okupacji duchowieństwo eparchii berdiańskiej w większości opowiedziało się za przejściem administratury w bezpośrednią podległość patriarsze moskiewskiemu. Ukraiński Kościół Prawosławny nie uznaje tej decyzji. 